# Lomma kyrka
Lomma kyrka är en kyrkobyggnad norr om Lomma tätort vid Höje å. Den är församlingskyrka i Lomma församling i Lunds stift.

## Kyrkobyggnaden
Tidigare fanns här en kyrka av sten som troligen byggdes på 1170-talet i romansk stil. Den fanns närmare Höje å. Enligt lokal folktro byggdes den kyrkan före syndafloden.
Den nuvarande kyrkan byggdes 1871–1873 i gult maskintillverkat Lommategel. Den har korsarmar i norr och söder, tresidigt kor och ett kraftigt torn med slank spira. Arkitekt var J.E.A. Nielsen, Landskrona. Byggherre var N. Andersson från Malmö, känd dåvarande kyrkobyggare (som samtidigt hade fyra andra kyrkobyggen igång). Måleriarbetet utfördes av Carl Wahl, förgyllningen av H. F. Wahlström och glasmästarearbetet av C. F. Söderberg, alla från Malmö. Teglet levererades av tegelbruksägaren Hans Andersson i Lomma till ett underpris. Det var dåvarande vice pastorn i Lomma (1844–1852) Johannes Menander, som tog initiativet att förmå församlingen att skapa en kyrkokassa för en ny kyrka. Behovet av en ny sådan var tidigare församlingen överens om då den gamla var nersliten och trång. Kyrkokassan uppgick vid kyrkans uppförande till 20 000 rdr. En som också var betydelsefull för kyrkans realiserande var landstingsman Hans Andersson i Lomma, som aktivt genomdrev att det skulle ske. 14 år innan bygget började det ritas för densamma. Flera inlämnade förslag, bland annat ett av Helgo Zettervall där det gamla tornet skulle inkorporeras, som visade sig inte kunna hålla, avisades. De fastnade för ritningsförslaget av danske arkitekten, bosatt i Landskrona, J.E.A. Nielsen. Under hans ledning uppfördes kyrkan i romansk stil. På insidan blev bredden lite över 10½ meter, längden ca. 35½ meter och höjden 9½ meter. Ca. 18 fönster var insatta i kyrkan. En låg vägg bakom altaret skiljde sakristian från kyrkan. Kostnaden för bygget uppgick till 41 313 riksdaler för kyrka och omgivande kyrkogård. Kyrkan invigdes den 6 juli 1873 av biskop Wilhelm Flensburg, som samtidigt var prebendekyrkoherde i Lomma. Församlingens vice pastor, Ored Palm (1836–1910)  predikade.
1935 renoverades kyrkan. Den återinvigdes den 13 juli 1935 av biskop Edvard Magnus Rodhe. 
1972 fick kyrkan nytt skiffertak. 
1992–1993 renoverades kyrkan igen. Färgen på väggar och tak var smutsgrå, kalkputsen hade på många ställen spruckit och kyrkbänkarna behövde lagas och göras mer bekväma och sittvänliga. Den 21 mars 1993 återinvigdes kyrkan av biskop K.G. Hammar.
Under 2013 målades hela kyrkan invändigt med en kalkblandad vit färg och alla fönster rengjordes.
En före detta lärarbostad och en skola från 1800-talet finns nära kyrkan, på andra sidan vägen. Dessa används numera som församlingshem och expedition.

## Inventarier
- Kyrkans altaruppsats, utförd av Morgens Snedker, stammar från 1566 och rekonstruerades 1935.
- Korfönstren bakom altaret är tillverkade i München och skänktes till kyrkan av församlingsbor efter en insamling 1885-91. De fyra andra korfönstren är skänkta 1928.
- Dopfunten inköptes 1873 för den nya kyrkan. Originalet i lera återfinns på Ny Carlsberg Glyptotek i Köpenhamn. Skulpturen som håller upp dopfunten är designad av Herman Wilhelm Bissen. Den föreställer en knäböjande ängel som håller fram ett snäckskal, är i zink och är en replika på den som finns i Vor Frue Kirke i Köpenhamn.
- Det finns sex målade tavlor från 1700-talet föreställande Jesu födelse, nattvardens instiftande, Getsemane, korsfästelsen, uppståndelsen och himmelsfärden.
- På väggen i södra korsarmen finns fem figurer, som före 1935 stod på altaret. De föreställer Kristus och de fyra evangelisterna Matteus, Markus, Lukas och Johannes. Dessa är i trä efter Thorvaldsen.
- En ljuskrona är tillverkad i Kristianstad 1773.
- Predikstolen bär bilder av Moses, David, Johannes döparen, Paulus och Petrus. Bilderna är i trä efter Thorvaldsen.

### Orgel
- 1878 byggde Salomon Molander & Co, Göteborg en orgel med 14 stämmor.
- Den nuvarande orgeln byggdes 1957 av A. Mårtenssons Orgelfabrik AB, Lund och har mekanisk traktur och elektriskt registratur. Orgeln har fria och fasta kombinationer. Den har 21 stämmor och blev helt renoverad 2010. Orgelfasaden är från 1878 års orgel.

| Huvudverk I        | Svällverk II      | Pedal             | Koppel |
| Principal 8´       | Rörflöjt 8´       | Subbas 16´        | I/P    |
| Gedackt 8'         | Salicional 8'     | Oktavbas 8'       | II/P   |
| Oktava 4'          | Principal 4'      | Nachthorn 4'      | II/I   |
| Koppelflöjt 4'     | Flöjt 4'          | Hintersatz 3 chor |        |
| Rauschkvint 2 chor | Blockflöjt 2'     | Fagott 16'        |        |
| Mixtur 5 chor      | Larigot 1 1/3'    |                   |        |
|                    | Sifflöjt 1'       |                   |        |
|                    | Terscymbel 3 chor |                   |        |
|                    | Regal 8'          |                   |        |
|                    | Crescendosvällare |                   |        |

#### Kororgel
Den nuvarande kororgeln byggdes 1980 av J. Künkels Orgelverkstad AB, Lund och är en mekanisk orgel.
| Manual           | Pedal      | Koppel  |
| Gedackt 8´       | Subbas 16´ | Man/Ped |
| Principal 4'     |            |         |
| Rörflöjt 4' B/D  |            |         |
| Svegel 2' B/D    |            |         |
| Kvint 1 1/3' B/D |            |         |

## Galleri
Invändigt kyrkan i augusti 2006:

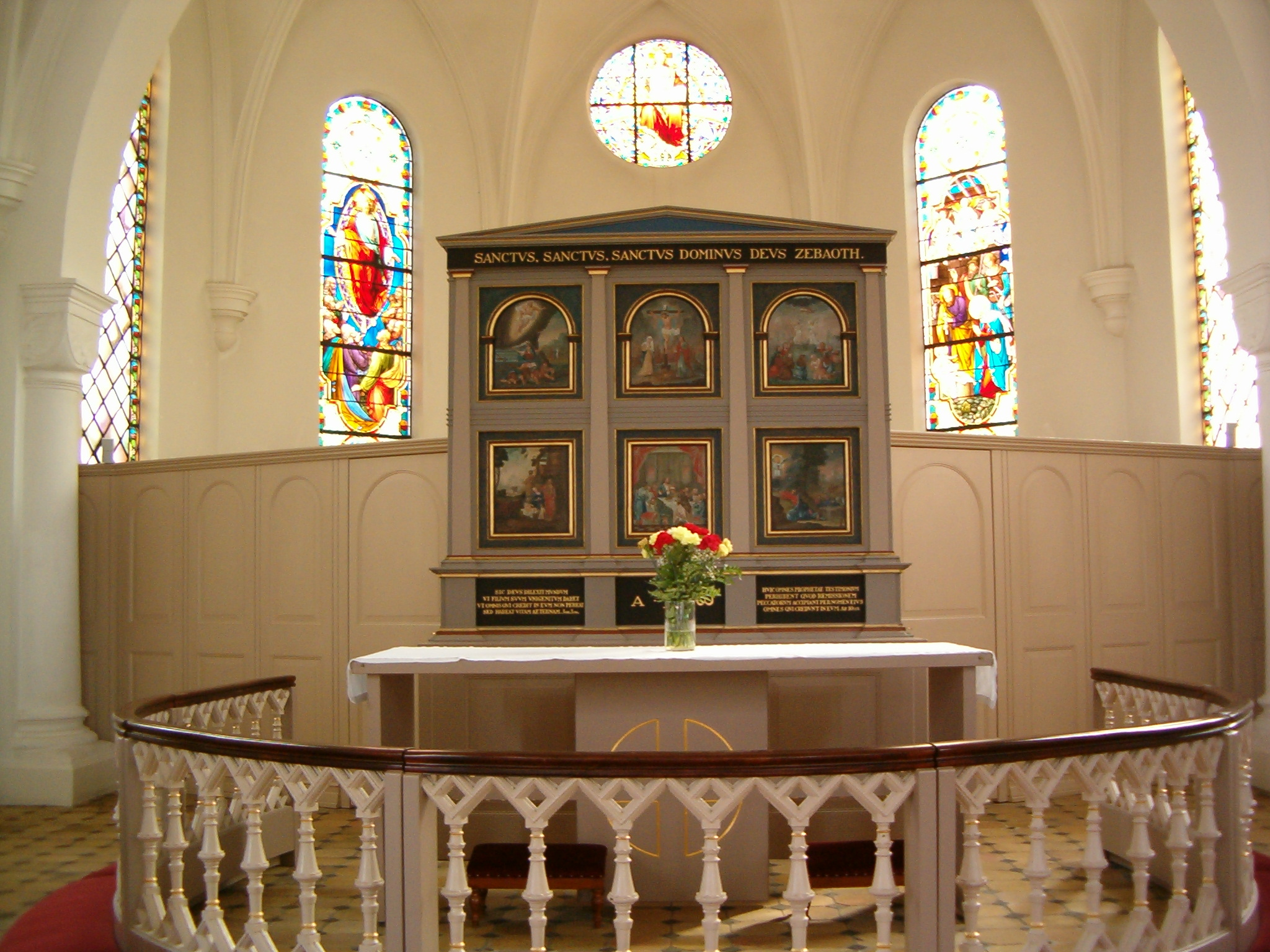
Altaret
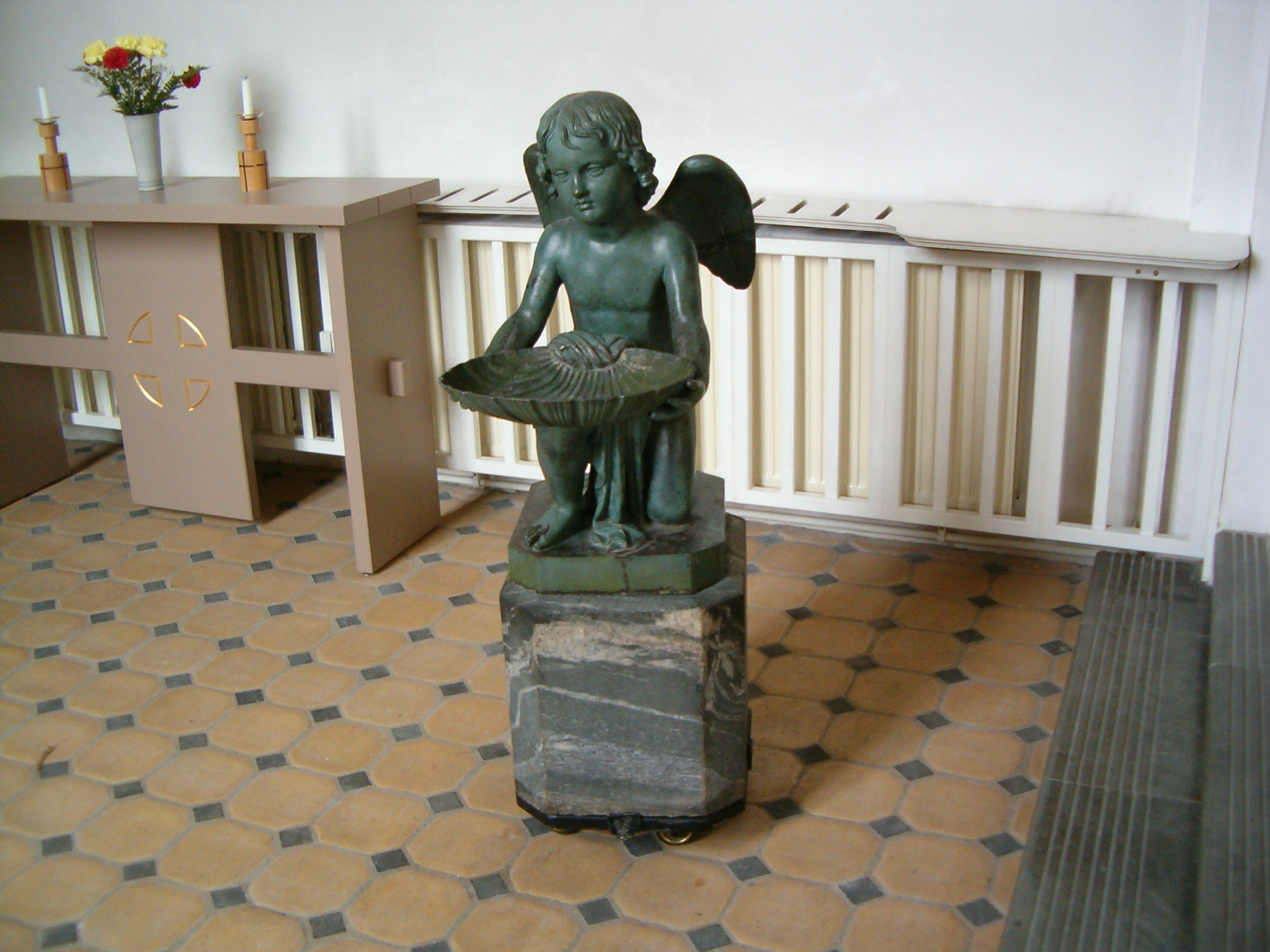
Dopfunten
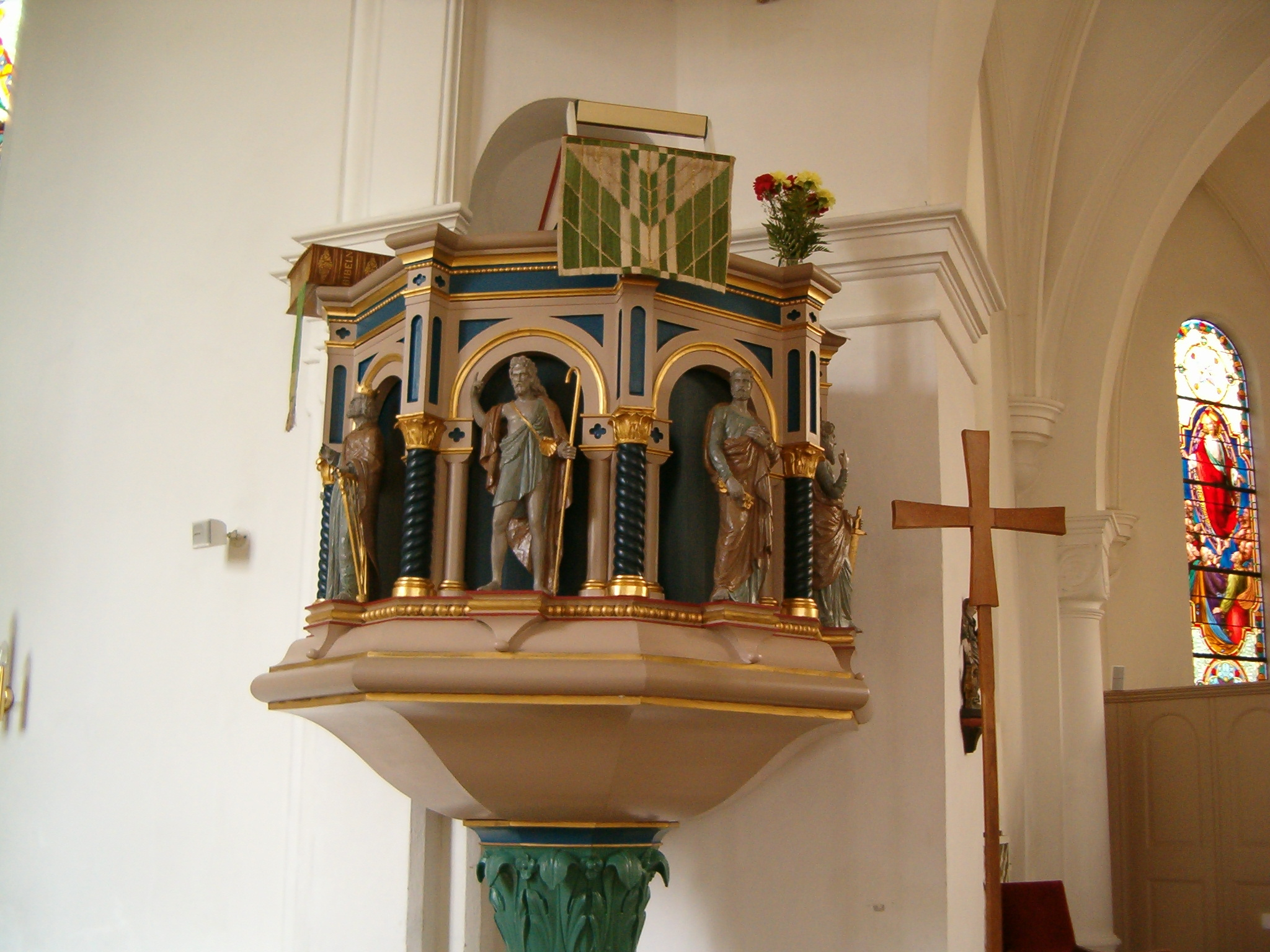
Predikstolen
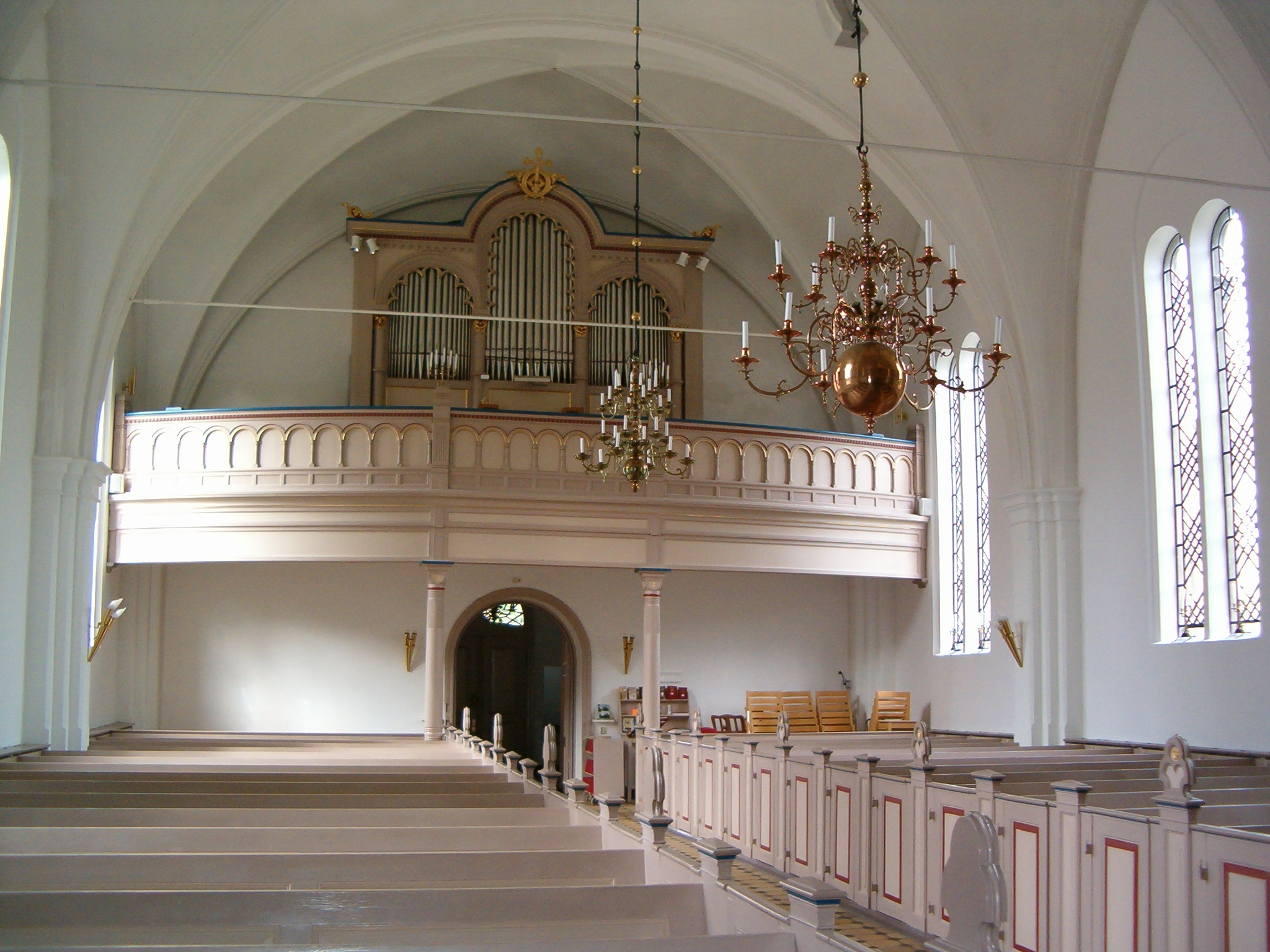
Interiör och orgel